# إدموندو رودريغيز
إدموندو رودريغيز (بالإسبانية: Edmundo Rodriguez)‏ هو لاعب كرة قدم مكسيكي في مركز الوسط، ولد في 22 أبريل 1970 في غوادالاخارا في المكسيك. لعب مع أتلانتا سيلفرباكس وتشارلستون بيتري وسبورتينغ كانساس سيتي ونادي تيكوس ونادي غوادالاخارا ونيويورك ريد بولز.

## وصلات خارجية
- إدموندو رودريغيز على موقع الدوري الأمريكي (الإنجليزية)
- إدموندو رودريغيز على موقع قاعدة بيانات كرة القدم.إي يو (الإنجليزية)